# 4e régiment colonial interarmes
Pour les articles homonymes, voir 4e régiment.
Le 4e régiment colonial interarmes (4e RCIA) est une unité militaire française des troupes coloniales stationnée en Oubangui-Chari en 1957-1958.

## Création et différentes dénominations
- décembre 1957 : formation du 4e régiment colonial interarmes à partir du détachement motorisé autonome d'Afrique-Équatoriale française
- décembre 1958 : devient 6e régiment interarmes d'outre-mer

## Historique
En décembre 1957, le DMA AEF est renommé 4e régiment colonial interarmes (4e RCIA). L'organisation théorique de ce type d'unité est la suivante : un état-major, une compagnie de commandement et des soutiens, trois ou quatre compagnies de combat, une compagnie d'appui, une compagnie de base, un escadron de reconnaissance, une section ou batterie d'artillerie, une compagnie du génie et une compagnie de transport.
Le régiment détache des compagnies dans la guerre du Cameroun en Sanaga-Maritime et en pays bamiléké. Il est renommé 6e régiment interarmes d'outre-mer en décembre 1958.

## Insigne
L'insigne, homologué G.1472 en décembre 1957, présente un écu losange reprenant les armes de la ville de Toulon (« d'azur à la croix d'or » en héraldique) chargée d'une épée à double garde sur laquelle broche l'ancre des troupes coloniales.
La ville de Toulon était dans l'entre-deux-guerres la garnison du 4e régiment de tirailleurs sénégalais dont le 4e RCIA reprend les traditions. L'épée à double garde forme une croix de Lorraine, référence à l'engagement du 4e RTS dans la 9e division d'infanterie coloniale de l'Armée française de la Libération.